# Фогельман, Юлий Моисеевич
Ю́лий Моисе́евич Фогельма́н (1 января 1905 — 12 октября 1970) — советский оператор и кинорежиссёр.

## Биография
Родился 1 января 1905 года в Москве. С 1919 года трудился в разных учреждениях, пока в 1929 году не начал работать помощником и ассистентом оператора на студиях «Культурфильм», «Межрабпомфильм». Был вторым оператором на фильме «Дезертир» (1933), затем совместно с Евгением Шнейдером стал оператором-сопостановщиком первого советского музыкального фильма «Гармонь» (1934). 
В последующем работал на «Союздетфильме», Свердловской киностудии и других студиях Советского Союза.
С 1941 по 1943 год служил в Красной армии в звании младшего воентехника. Последнее место службы — 1168-й стрелковый полк 346-й стрелковой дивизии, после ранения находился на лечении в эвакуационном госпитале 1303.
С 1961 года работал оператором на студии «Моснаучфильм» («Центрнаучфильм» — с 1966 года).
Скончался 12 октября 1970 года. Урна с прахом покоится в колумбарии Нового Донского кладбища.

### Семья
- Сестра — Перл Моисеевна Фогельман (известна по псевдонимом Пера Аташева; 1900—1965), журналистка, переводчица, редактор, киновед.

## Фильмография
Оператор
- 1929 — Агроджойнт (документальный; совместно с В. Руйковичем)
- 1931 — На льдине в океан (совместно с П. Мосягиным, А. Петровым)
- 1934 — Гармонь (совместно с Е. Шнейдером)
- 1935 — Персия (документальный; совместно с А. Головнёй)
- 1936 — Случайная встреча
- 1937 — Дума про казака Голоту
- 1938 — Борьба продолжается
- 1940 — Гибель «Орла»
- 1941 — Боевой киносборник № 1 (новелла «Сон в руку»)
- 1945 — Пятнадцатилетний капитан
- 1947 — Мальчик с окраины
- 1955 — Нестерка
- 1956 — После шторма
- 1957 — Пока не поздно
- 1958 — Красные листья
- 1960 — В дождь и в солнце
- 1961 — Друг песни
- 1963 — Где Ахмед?
- 1964 — Любовь и лимандры
- 1967 — Запомним этот день
- 1968 — Поёт Иван Петров (документальный; совместно с А. Казниным)
- 1969 — Поёт Александр Пирогов (документальный; совместно с Г. Чумаковым)

Режиссёр
- 1929 — Агроджойнт (документальный)
- 1957 — Пока не поздно (совместно с В. Жалакявичюсом)
- 1961 — Друг песни (совместно с Р. Касесалу)
- 1962 — Телефонистка (совместно с Г. Сеидбейли)